# Saint-Martin-du-Mont (Saona i Loara)
Saint-Martin-du-Mont – miejscowość i gmina we Francji, w regionie Burgundia-Franche-Comté, w departamencie Saona i Loara.
Według danych na rok 1990 gminę zamieszkiwało 155 osób, a gęstość zaludnienia wynosiła 29 osób/km² (wśród 2044 gmin Burgundii Saint-Martin-du-Mont plasuje się na 756. miejscu pod względem liczby ludności, natomiast pod względem powierzchni na miejscu 1217.).